# Список деканов историко-филологического факультета СПбУ
В этом списке представлены деканы историко-филологического факультета Санкт-Петербургского (впоследствии Петроградского) университета:
- 1819—1821 — Герман, Карл Фёдорович, историк, статистик
- 1821—1826 — Дегуров, Антон Антонович, филолог (с 1825 — ректор университета)
- 1826—1827 — Сенковский, Осип Иванович, филолог-востоковед
- 1827—1828 — Толмачёв, Яков Васильевич, филолог
- 1828—1833 — Зябловский, Евдоким Филиппович, статистик и географ (в 1821—1825 — исправляющий должность ректора университета)
- 1833—1836 — Шульгин, Иван Петрович, филолог (с 1836 — ректор университета)
- 1836—1839 — Грефе, Фёдор Богданович, филолог
- 1839—1855 — Устрялов, Николай Герасимович, историк
- 1855—1880 — Срезневский, Измаил Иванович, филолог
- 1880—1882 — Бауэр, Василий Васильевич, историк
- 1882—1883 — исполняющие обязанности декана: Васильевский, Василий Григорьевич, историк и Миллер, Орест Фёдорович, филолог
- 1883—1885 — Ламанский, Владимир Иванович, филолог
- 1885—1886 — Владиславлев, Михаил Иванович, историк (с 1887 — ректор университета)
- 1886—1887 — Ламанский Владимир Иванович (вторично)
- 1887—1890 — Помяловский, Иван Васильевич, филолог
- 1890—1891 — исполняющий обязанности декана Соколов, Фёдор Фёдорович, филолог
- 1891—1897 — Помяловский, Иван Васильевич (вторично, после возвращения из командировки)
- 1897—1900 — Никитин, Пётр Васильевич, филолог (в 1890—1897 — ректор университета)
- 1900—1905 — Платонов, Сергей Фёдорович, историк
- 1905—1906 — Браун, Фёдор Александрович, филолог
- 1906—1908 — Зелинский, Фаддей Францевич, историк культуры
- 1908 — Браун, Фёдор Александрович (вторично)
- 1908—1910 — Бодуэн де Куртенэ, Иван Александрович, филолог
- 1911 — исполняющий обязанности декана Ростовцев, Михаил Иванович, историк
- 1912—1914 — Браун, Фёдор Александрович (в третий раз)
- 1914 — исполняющий обязанности декана Ростовцев, Михаил Иванович (вторично)
- 1915—1918 — Браун, Фёдор Александрович (в четвёртый раз)
- 1918—1919 — Жебелёв, Сергей Александрович, филолог и историк античности (в 1919 — ректор университета)

В 1919 году Историко-филологический факультет был ликвидирован. Ряд гуманитарных факультетов объединены в Факультет Общественных Наук (ФОН). В 1934 году в составе Ленинградского государственного университета был образован исторический факультет.